# Cargar con la esposa
Cargar con la esposa (en finés eukonkanto, o a veces akankanto, y en estonio naisekandmine) es un deporte en el que los concursantes varones compiten corriendo a cuestas con una mujer compañera del juego. El objetivo es que el hombre lleve a la mujer por una pista de  varios obstáculos en el menor tiempo posible. Este deporte se introdujo por primera vez en Sonkajärvi (Finlandia).
Se pueden practicar varios tipos de carga: a coscoletas, al estilo del bombero (sobre el hombro) o al estilo estonio (colgando la mujer boca abajo con las piernas agarrándose al hombro del marido y tomándole la cintura).
Las principales competiciones de cargar con la esposa se dan en Sonkajärvi (Finlandia) (donde el premio es el peso de la esposa en cerveza), Monona (Wisconsin) y Marquette (Míchigan).
El Campeonato Norteamericano de Cargar con la Esposa tiene lugar anualmente el fin de semana del 12 de octubre en la estación de esquí de Sunday River (Maine). El octavo campeonato anual tuvo lugar el 2 de enero de 2007, con 40 parejas participantes, un récord total. Muchos de los campeones norteamericanos acuden a competir en el Campeonato Mundial Finlandés.

## Historia
El deporte se originó como una diversión en Finlandia, al parecer como reminiscencia de una época pasada en la que los hombres cortejaban a las mujeres corriendo a su pueblo, tomándolas y escapando con ellas a cuestas. El Concurso de Cargar con la Esposa tiene unas raíces profundas en la historia local de Sonkajärvi. A finales del siglo XIX merodeaba por la zona un ladrón conocido como Rosvo-Ronkainen. Al parecer este sólo aceptaba a seguidores que probasen su valía en una pista de obstáculos. El deporte se practica ahora por todo el mundo y tiene su propia categoría en el Libro Guinness de los récords.

## Normas

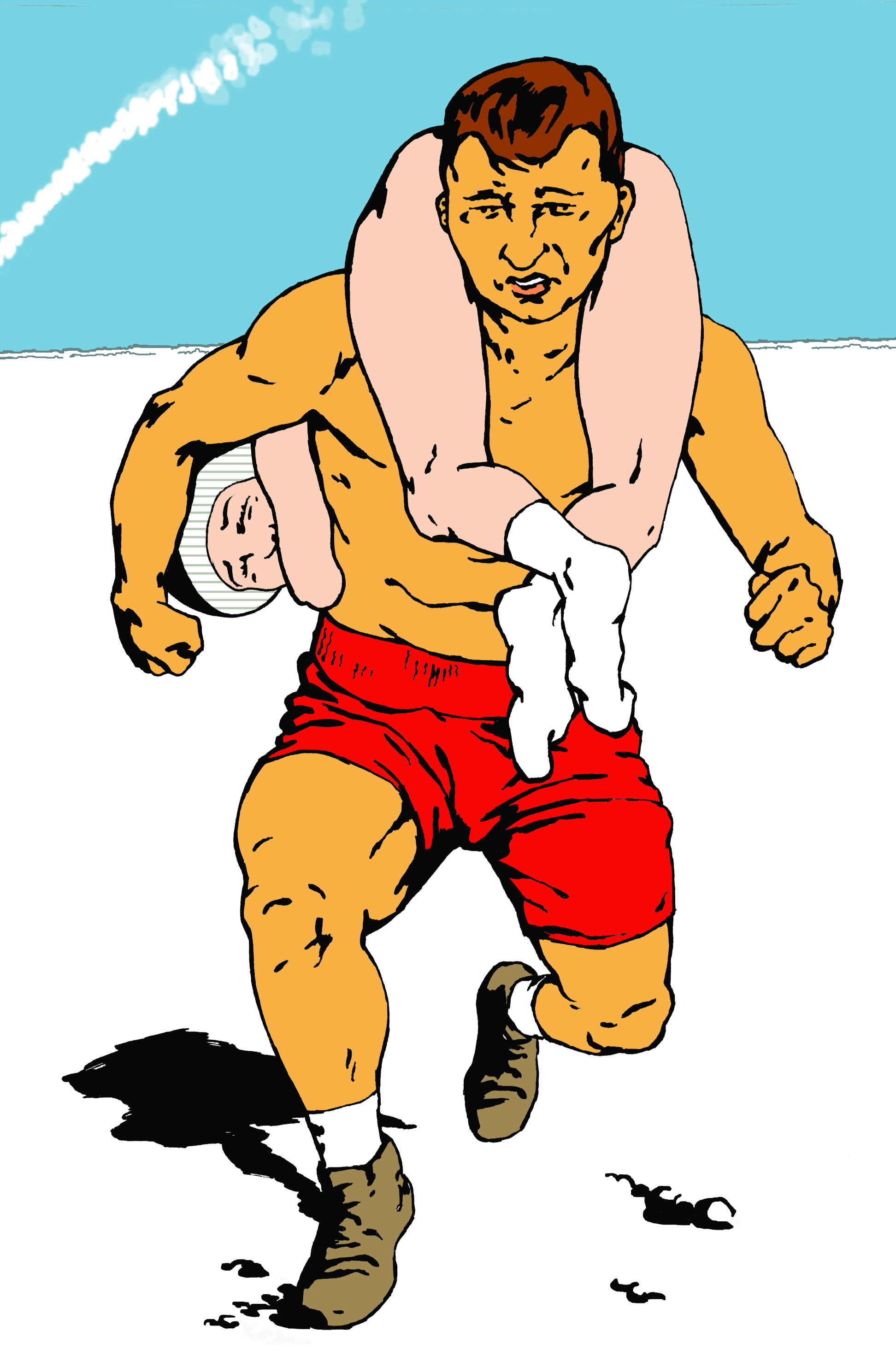
Carga de la mujer al estilo estonio.

La pista original sobre un suelo abrupto con vallas, piedras y arroyos se ha cambiado para adecuarse a las condiciones modernas. Las normas actuales establecidas por el Comité Internacional de Normas de la Competición de Cargar con la Esposa son las siguientes:
- La longitud del recorrido oficial es de 253,5 metros y la superficie de la pista contiene partes de arena, hierba y gravilla.
- El recorrido tiene dos obstáculos secos y un obstáculo en el agua, que debe tener una profundidad de un metro aproximadamente.
- La esposa con la que se va a cargar puede ser la de uno mismo, la del vecino u otra cualquiera que no sea del pueblo; no obstante, debe tener más de 17 años.
- El peso mínimo de la esposa es de 49 kilogramos. Si tiene menos de 49 kg, la esposa debe llevar una mochila de carga con el peso que le falta para llegar a 49 kg o no podrá competir.
- Todos los participantes deben divertirse.
- Si un concursante tira a la mujer, se penaliza a la pareja con 20 segundos cada vez.
- La única equipación permitida, aparte del traje, es un cinturón que puede llevar el portador, mientras que la mujer debe llevar un casco.
- Los participantes corren en la carrera de dos en dos, de modo que cada pareja es una competición en sí misma.
- Cada concursante es responsable de su propia seguridad y, si se considera necesario, de su póliza de seguro.
- Los concursantes deben prestar atención a las instrucciones que dan los organizadores de la competición.
- Sólo existe una categoría en los Campeonatos Mundiales y el ganador es la pareja que acabe el recorrido en el menor tiempo.
- Además, la pareja más divertida, el mejor vestido y el portador más fuerte reciben un premio especial.
- El precio de la inscripción en la carrera es de 50 euros.

## Campeones
- 2019 - Vytautas Kirkliauskas (Lituania) a Neringa Kirkliauskiene (Lituania). Tiempo: 1 minuto y 6,7 segundos.
- 2018 - Vytautas Kirkliauskas (Lituania) a Neringa Kirkliauskiene (Lituania). Tiempo: 1 minuto y 5,1 segundos.
- 2017 - Taisto Miettinen (Finlande) a Kristiina Haapanen (Finlande). Tiempo: 1 minuto y 8,6 segundos.
- 2016 - Dmitry Sagal (Rusia) y Anastasia Loginova (Rusia). Tiempo: 1 minuto y 2,7 segundos.
- 2015 - Ville Parviainen (Finlandia) y Sari Viljanen (Finlandia). Tiempo: 1 minuto y 2,7 segundos.
- 2014 - Ville Parviainen (Finlandia) y Janette Oksman (Finlandia). Tiempo: 1 minuto y 3,7 segundos.
- 2013 - Taisto Miettinen (Finlandia) y Kristiina Haapanen (Finlandia). Tiempo: 1 minuto y 5,0 segundos.
- 2012 - Taisto Miettinen (Finlandia) y Kristiina Haapanen (Finlandia). Tiempo: 1 minuto y 1,2 segundos.
- 2011 - Taisto Miettinen (Finlandia) y Kristiina Haapanen (Finlandia). Tiempo: 1 minuto y 0,73 segundos.
- 2010 - Taisto Miettinen (Finlandia) y Kristiina Haapanen (Finlandia). Tiempo: 1 minuto y 4,9 segundos.
- 2009 - Taisto Miettinen (Finlandia) y Kristiina Haapanen (Finlandia). Tiempo: 1 minuto y 2,9 segundos.
- 2008 – Alar Voogla (Estonia) y Kirsti Viltrop (Estonia).
- 2007 – Madis Uusorg (Estonia) e Inga Klauso (Estonia).
- 2006 – Margo Uusorg (Estonia) y Sandra Kullas (Estonia). Tiempo: 56,9 segundos.
- 2005 – Margo Uusorg (Estonia) y Egle Soll (Estonia).
- 2004 – Madis Uusorg (Estonia) e Inga Klauso (Estonia). Tiempo: 1 minutos y 05,3 segundos.
- 2003 – Margo Uusorg (Estonia) y Egle Soll (Estonia). Tiempo: 1 minuto 0,7 segundos.
- 2002 – Meelis Tammre (Estonia) y Anne Zillberberg (Estonia). Tiempo: 1 minuto y 3,8 segundos.
- 2001 – Margo Uusorg (Estonia) y Birgit Ullrich (Estonia). Tiempo: 55,6 segundos.
- 2000 – Margo Uusorg (Estonia) y Birgit Ullrich (Estonia). Tiempo: 55,5 segundos (récord mundial).
- 1999 – Imre Ambos (Estonia) y Annela Ojaste (Estonia). Tiempo: 1 minuto y 4,5 segundos.
- 1998 – Imre Ambos (Estonia) y Annela Ojaste (Estonia). Tiempo: 1 minuto y 9,2 segundos.
- 1997 – Jouni Jussila (Finlandia) y Tiina Jussila (Finlandia). Tiempo: 1 minuto y 5 segundos.